# Laižuva
Laižuva är en ort i Litauen. Den ligger i den nordvästra delen av landet, 250 km nordväst om huvudstaden Vilnius. Laižuva ligger 77 meter över havet och antalet invånare är 560.
Terrängen runt Laižuva är mycket platt. Runt Laižuva är det ganska glesbefolkat, med 30 invånare per kvadratkilometer. Närmaste större samhälle är Mazeikiai, 15,9 km sydväst om Laižuva. Trakten runt Laižuva består till största delen av jordbruksmark.